# Сретенск (село)
 Сретенск  — село в Нолинском районе Кировской области в составе Перевозского сельского поселения.

## География
Расположен на расстоянии примерно 5 км по прямой на юго-восток от райцентра города Нолинск.

## История
Известно с 1717 как село Стретенское с 12 дворами, в 1763 181 житель. В 1873 году дворов 47 и жителей 461, в 1905 78 и 455, в 1926 94 и 503, в 1950 116 и 369, в 1989 году 121 житель. Сретенская каменная церковь была построена в 1793 году.

## Население
Постоянное население составляло 117 человек (русские 98 %) в 2002 году, 64 в 2010.